# روبین ابرن
 روبین ابرن (انگلیسی: Robyn Ebbern؛ زادهٔ ۲ ژوئیهٔ ۱۹۴۴) یک تنیس‌باز اهل استرالیا است.